# World Outgames

Логотип первых игр

World Outgames — международные спортивные соревнования и культурные мероприятия ЛГБТ-направленности. Игры открыты для всех, кто желает в них участвовать, независимо от сексуальной ориентации. Мероприятие объединяет спортсменов, атлетов, а также деятелей культуры из разных уголков планеты. Многие участники приезжают из стран, где гомосексуальные отношения преследуются.
Первые игры состоялись в 2006 году в Монреале. В них участвовало более чем 18 500 человек из 111 стран мира, что сделало их самым массовым международным событием в городе со времен Олимпиады 1976 года. World Outgames не следует путать с Гей-играми, спортивным ЛГБТ-мероприятием, известным как «гей-олимпиада»
.

## История

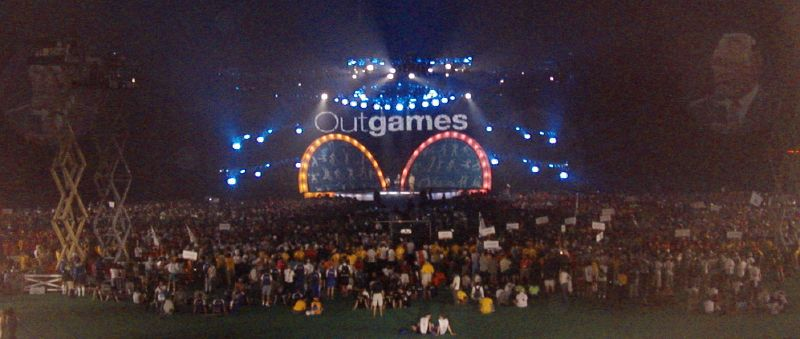
Церемония открытия, Монреаль 2006 года

Седьмые гей-игры должны были состояться в 2006 году в Монреале. Однако, Федерация гей-игр (FGG) и администрация города Монреаль не смогли договориться по вопросу количества участников. Таким образом было принято решение провести их в Чикаго. Монреаль же объявил, что намерен организовать и провести собственные игры в обход FGG. Они получили название World Outgames и состоялись в том же году в Монреале при финансовой поддержке международных спортивных ЛГБТ-ассоциаций, администрации Монреаля, правительства Канады, а также многочисленных национальных и международных компаний, в том числе Air Canada , GlaxoSmithKline и других. Первые Outgames не были столь успешными, как надеялись организаторы, и закончились дефицитом в 5,3 миллиона долларов. Многие поставки остались неоплаченными. Вторые Outgames прошли в Копенгагене а 2009 году. Решение было принято после того, как Берлин отказался принять их у себя из-за длительного конфликта между двумя спортивными ЛГБТ-организациями.

## Игры по годам
| №   | Год  | Город      | Страна  |
| --- | ---- | ---------- | ------- |
| I   | 2006 | Монреаль   | Канада  |
| II  | 2009 | Копенгаген | Дания   |
| III | 2013 | Антверпен  | Бельгия |